# Companhia Zaffari
O Grupo Zaffari, conhecido popularmente como Companhia Zaffari, é uma empresa brasileira do segmento de autosserviços, que possui uma rede de supermercados e hipermercados no Rio Grande do Sul e São Paulo, além de shopping centers localizados nas cidades de Porto Alegre, Caxias do Sul, Novo Hamburgo, São Leopoldo e São Paulo.
Segundo o ranking da Associação Brasileira de Supermercados (ABRAS) em 2023, é uma das mais eficientes empresas no setor de Hiper e Supermercados, e a décima segunda rede de supermercados do país em faturamento anual. Atualmente, o Grupo Zaffari possui 41 lojas no território nacional.[carece de fontes?]

## História

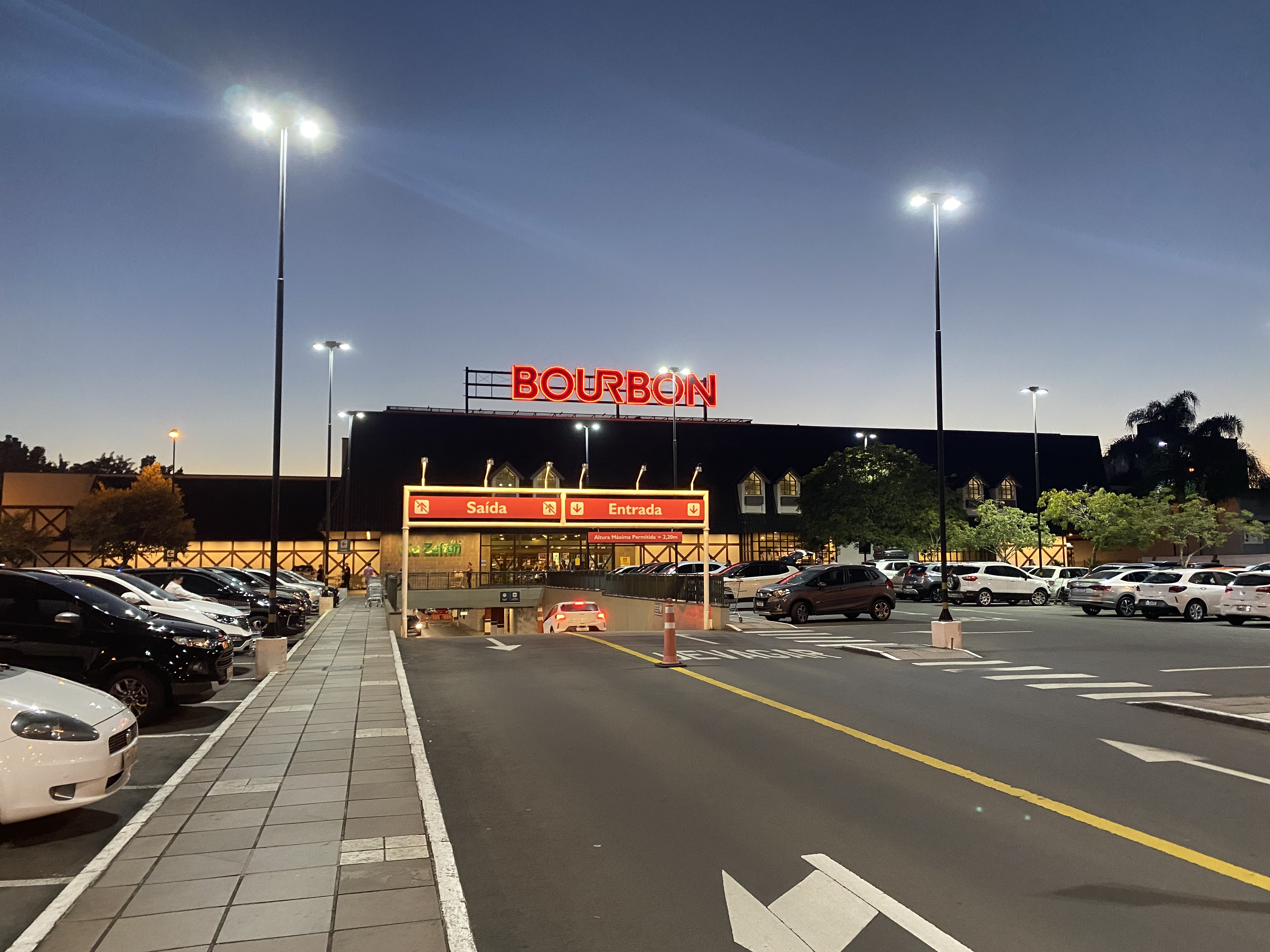
Filial do Zaffari em Novo Hamburgo.

A história da Companhia Zaffari começou no dia 7 de setembro de 1935, quando o descendente de imigrantes italianos Francisco José Zaffari, e sua esposa Santina de Carli Zaffari, montaram uma pequena casa de comércio. Era um armazém de secos e molhados, instalado na parte da frente da residência do casal, na Vila Sete de Setembro, interior do município gaúcho de Erechim. Em 1947, a família mudou-se para Erval Grande, onde abriu uma casa comercial maior e com mais variedade de produtos. A família Zaffari conduziu a empresa baseando os seus serviços na qualidade de atendimento.
Na década de 1950 foram inauguradas as primeiras unidades em localidades vizinhas a Erval Grande. Nessa época, a família passa a operar também com distribuição de combustíveis. A família transferiu-se para Porto Alegre em 1960, onde inaugurou seu primeiro estabelecimento comercial na capital gaúcha, sendo este um atacado. No ano de 1965 ergueu o seu primeiro supermercado na Avenida Protásio Alves, sendo ele a primeira loja varejista de autosserviço em um bairro nobre porto-alegrense. Dois anos depois, o segundo supermercado da rede abriu as suas portas, iniciando assim uma fase de expansão.
A loja Zaffari Ipiranga, inaugurada em 1974, foi considerada como moderna para a sua época, pois contava com sessões especiais de bazar, livraria e importados. O Grupo Zaffari inaugurou o Hipermercado Zaffari Canoas em 1979, sendo este o atual Hipermercado Bourbon, que na época já apresentava uma grande área de vendas e variedade de produtos.
Em dezembro de 2024, funcionários da Companhia Zaffari em Porto Alegre denunciaram a empresa por uma escala de trabalho 10x1 que afetaria muitos dos 12.500 colaboradores da Companhia Zaffari, cujo salário líquido médio gira em torno de R$ 1.200, conforme relato. Enquanto isso, a empresa, a 12ª maior rede de hipermercados do país, alcançou um faturamento de R$ 7,6 bilhões em 2023. Diante das denúncias, a deputada federal Fernanda Melchionna (PSOL-RS) apresentou uma denúncia ao Ministério Público do Trabalho do Rio Grande do Sul (MPT-RS) contra a empresa e exigiu investigação.
No mesmo mês, o avanço de obras do Zaffari em área de mata atlântica causou protesto de moradores e investigação do MP. A obra no bairro Jardim Itu Sabará, em Porto Alegre, foi acusada de desmatar uma área de mata atlântica da região. A Promotoria de Justiça de Defesa do Meio Ambiente investiga a supressão de vegetação na área: se houve autorização, se está sendo executada conforme a autorização e se as compensações foram exigidas. Em nota, o Ministério Público (MP) informou que essa investigação está no começo e que estão sendo pedidas informações ao empreendedor e à Prefeitura de Porto Alegre. Outra investigação preliminar do MP, sobre o manejo de fauna na área do empreendimento, não identificou irregularidades.

## Operação

### Bourbon Shopping
O Grupo Zaffari fundou, em 1991, o primeiro empreendimento com a marca Bourbon Shopping. Situado entre duas grandes avenidas de comércio da Zona Norte porto-alegrense, o Bourbon Shopping Assis Brasil seguiu a característica da rede de ter como âncora um hipermercado do grupo.
No ano de 1999, o Grupo Zaffari inaugura o seu primeiro shopping no interior do estado, situado na principal avenida da cidade, o Bourbon Shopping Passo Fundo segue as características da rede possuído um espaço amplo e moderno com praça de alimentação e salas de cinema e como âncora o hipermercado do grupo, sendo considerado o maior hipermercado do interior do estado.[carece de fontes?]
Em 2001, inaugurou-se o Bourbon Shopping Country. Este empreendimento destacou-se por abrigar uma casa de espetáculos (o Teatro do Bourbon Country), sendo a primeira sala de cinema 3D do Rio Grande do Sul. Contou também com uma unidade da Livraria Cultura.
A expansão para fora do território gaúcho começou em 2008, com a inauguração do Bourbon Shopping São Paulo, sendo esta a primeira operação do Zaffari em outro Estado brasileiro. É um dos mais modernos shoppings da capital paulista, oferecendo um mix completo de compras, lazer e cultura, contando com a primeira sala IMAX do Brasil e o Teatro Bradesco.
Em 2012, o Grupo Zaffari fundou o seu maior empreendimento, sendo este o Bourbon Shopping Wallig, localizado na Avenida Assis Brasil em Porto Alegre, contando com a primeira sala de cinema IMAX no Rio Grande do Sul.

### Airaz Administradora
Visando uma melhor estruturação de suas operações, a Companhia Zaffari criou a divisão Airaz, em agosto de 2018. Com isso, a empresa passou a ter uma administração mais precisa na sua divisão de shopping centers, além de buscar otimizar e uniformizar os trabalhos nas diferentes bandeiras que o grupo possui neste segmento, sendo elas: Bourbon Shopping, Moinhos Shopping e Porto Alegre CenterLar.

### Fidelização
A Companhia Zaffari possui ações de fidelização, que tem colocado a empresa entre as mais lembradas do ramo varejista pelos gaúchos.
- Em 1996, a empresa iniciou as atividades da Bourbon Administradora de Cartões de Crédito, cuja competência está em administrar os cartões Zaffari Card, Bourbon Card e o Cheque Rancho-Alimentação.[carece de fontes?]
- O Grupo Zaffari possui ações de apoio à cultura, tais como: o projeto Concertos Comunitários, que leva música clássica às cidades gaúchas; e a Feira do Livro de Porto Alegre, evento que possui incentivo da empresa desde 2004.[carece de fontes?]
- Na ideia do animal ser organizado e que busca o melhor para sua alimentação, o Grupo Zaffari adotou o esquilo como seu mascote. O mesmo acompanha o logo da empresa.[carece de fontes?]